# Arūnas Štaras
Arūnas Štaras (* 2. Juli 1951 in Žagarė, Litauen) ist ein litauischer Mathematiker und Politiker.

## Biografie
Nach dem Abitur 1969 an der 1. Mittelschule Panevėžys absolvierte er von 1969 bis 1974 mit Auszeichnung das Studium der Mathematik an der Vilniaus universitetas sowie von 1974 bis 1977 eine Aspirantur an der Fakultät für angewandte Mathematik der Universität Moskau, wo er 1978 promovierte. Ab 1984 war er Dozent der VU.
Von 1991 bis 1993 war er Bürgermeister von Vilnius, 2007 stellv. Bürgermeister und seitdem stellvertretender Verkehrsminister Litauens.
Ab 1995 war er Mitglied der Lietuvos liberalų sąjunga, ab 2003 der Liberalų ir centro sąjunga und seit 2006 der Lietuvos Respublikos liberalų sąjūdis.